# Крюков, Никита Валерьевич
Ники́та Вале́рьевич Крю́ков (род. 30 мая 1985, Дзержинский, Московская область, СССР) — российский лыжник, олимпийский чемпион 2010 года в личном спринте, серебряный призёр Олимпиады 2014 года в командном спринте, трёхкратный чемпион мира в спринте. Заслуженный мастер спорта России (2010). Наиболее успешно выступает в спринтерских гонках классическим стилем. Крюков — единственный мужчина в истории советских и российских лыжных гонок, выигравший за карьеру более двух титулов чемпиона мира. Финалист 2-го сезона шоу «Титаны» на ТНТ. Финалист 2-го и 3-го сезонов шоу «Суперниндзя» на телеканале СТС.

## Биография
Воспитанник московской СДЮСШОР № 81. Окончил Щёлковское училище олимпийского резерва.
Окончил педагогический факультете МГГУ им. М. М. Шолохова (сейчас — в составе МПГУ), Московский университет МВД России, старший лейтенант полиции.
С 20 февраля 2010 года — посол «Сочи-2014».
В декабре 2017 года отказался участвовать в зимних Олимпийских играх 2018 года под нейтральным флагом.
22 декабря 2017 года решением Международного олимпийского комитета за нарушение антидопинговых правил был лишён серебряной медали Олимпийских игр 2014 года в Сочи и пожизненно отстранён от участия в Олимпийских играх. Однако в феврале 2018 года Международный спортивный арбитраж в Лозанне аннулировал санкции в отношении Крюкова.
8 апреля 2019 года Никита Крюков завершил международную профессиональную карьеру.

## Спортивная карьера
- Чемпион России в спринте (2008).
- Чемпион России в спринтерской эстафете (2009).
- Чемпион России в спринте (2011).
- Победитель Всероссийских соревнований «Красногорская лыжня» (2009).
- Победитель Всероссийских соревнований «Красногорская лыжня» (2010).
- Победитель Всероссийских соревнований «Красногорская лыжня» (2011).
- Победитель этапов Кубка мира в Стокгольме (2010, 2016), Оберсдорфе (2011), Куусамо (2012), Азиаго (2013) в индивидуальном спринте КС.
- Победитель этапа Кубка мира в Нове-Место (2014) в командном спринте КС.
- Серебряный призёр этапов Кубка мира в Куусамо (2011), Дюссельдорфе (2011), Квебеке (2012).
- Бронзовый призёр этапов Кубка мира в Куусамо (2009), Отепя (2010, 2011), Рыбинске (2010), Лахти (2012), Канморе (2012), Либереце (2013), Драммене (2013), Стокгольме (2013).
- 17 февраля 2010 года завоевал первую золотую медаль сборной России на Олимпиаде в Ванкувере.
- Бронзовый призёр Чемпионата мира 2011 года в командном спринте КС.
- Двукратный чемпион мира 2013 года в Валь-ди-Фьемме.
- Серебряный призёр Олимпийских игр в Сочи 2014.
- Серебряный призёр ЧМ 2015 в командном спринте СС.
- Чемпион мира 2017 года в командном спринте КС.

## Результаты

### Олимпийские игры
| Олимпийские игры | Спринт | Командный спринт | 15 км раздельный старт | 15+15 км скиатлон | 50 км масс-старт | Эстафета |
| ---------------- | ------ | ---------------- | ---------------------- | ----------------- | ---------------- | -------- |
| 2010 Ванкувер    | 1      | —                | —                      | —                 | —                | —        |
| 2014 Сочи        | 13     | 2                | —                      | —                 | —                | —        |

### Чемпионаты мира по лыжным видам спорта
| Чемпионат мира      | Спринт | Командный спринт | 15 км раздельный старт | 15+15 км скиатлон | 50 км масс-старт | Эстафета |
| ------------------- | ------ | ---------------- | ---------------------- | ----------------- | ---------------- | -------- |
| 2009 Либерец        | —      | 4                | —                      | —                 | —                | —        |
| 2011 Осло           | —      | 3                | —                      | —                 | —                | —        |
| 2013 Валь-ди-Фьемме | 1      | 1                | —                      | —                 | —                | —        |
| 2015 Фалун          | 4      | 2                | —                      | —                 | —                | —        |
| 2017 Лахти          | —      | 1                | —                      | —                 | —                | —        |

## Награды и звания
- Орден Дружбы (5 марта 2010 года) — за большой вклад в развитие физической культуры и спорта, высокие спортивные достижения на Играх XXI Олимпиады 2010 года в Ванкувере[14].
- Медаль ордена «За заслуги перед Отечеством» I степени (24 февраля 2014 года) — за большой вклад в развитие физической культуры и спорта, высокие спортивные достижения на XXII Олимпийских зимних играх 2014 года в городе Сочи[15][16].
- Заслуженный мастер спорта России (2 марта 2010 года)[17]